# Macaranga hoffmannii
Macaranga hoffmannii är en törelväxtart som beskrevs av Lily May Perry. Macaranga hoffmannii ingår i släktet Macaranga och familjen törelväxter. Inga underarter finns listade i Catalogue of Life.